# 強宏
強宏（1411年—？），字仕容，河南汝寧府汝陽縣人，民籍。明朝政治人物。進士出身。

## 生平
河南鄉試第四十名。正統七年（1442年）壬戌科會試第八十三名，殿試登進士第三甲第五十八名。

## 家族
曾祖強儒，曾任元教諭。祖父強頤，曾任前汝寧府經歷。父亲強恕。